# Archaeus

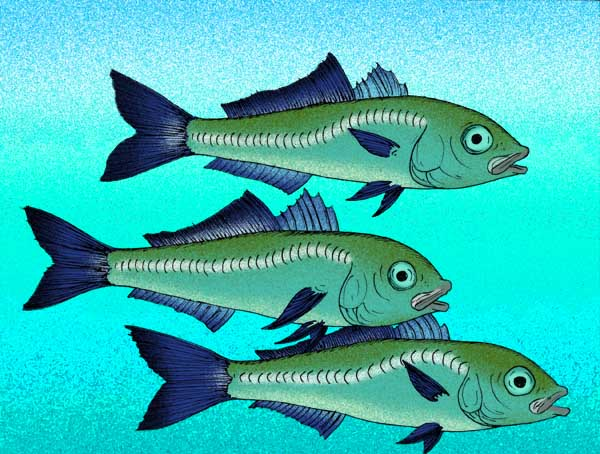
Archaeus oblongus a késő plaleocén korszaki Türkmenisztánból

Az Archaeus a csontos halak (Osteichthyes) főosztályának a sugarasúszójú halak (Actinopterygii) osztályába, ezen belül a sügéralakúak (Perciformes) rendjébe és a tüskésmakréla-félék (Carangidae) családjába tartozó fosszilis halnem.

## Tudnivalók
Az Archaeus halnem a késő paleocéntől a kora oligocénig maradt fent. Legősibb fajuk az Archaeus oblongus volt, amely Türkmenisztán területén élt a paleocén kor legvégén. Az A. oblongus mellett, a nembe az oligocén korból származó Archaeus glarisianus és Archaeus brevis is voltak. A két utóbbi fajt Svájcban a Glarus kantonban fedezték fel.
A halak a mai is élő Caranx-fajokra hasonlíthattak. A kövületekből a tudósok megtudták, hogy a Caranx-októl eltérően, az Archaeus-oknak kisebb szájuk és nagyobb szemük volt. A farkuk inkább legyező alakú és nem félhold alakú volt.

## Rendszerezés
A nembe az alábbi fajok tartoznak:
- Archaeus glarisianus Agassiz, 1834 típusfaj
- Archaeus brevis Agassiz, 1844
- Archaeus oblongus Daniltshenko, 1968

### Fordítás
Ez a szócikk részben vagy egészben  az   Archaeus című angol Wikipédia-szócikk fordításán alapul.  Az eredeti cikk szerkesztőit annak laptörténete sorolja fel. Ez a jelzés csupán a megfogalmazás eredetét és a szerzői jogokat jelzi, nem szolgál a cikkben szereplő információk forrásmegjelöléseként.